# Damiano David
Damiano David (Rome, 8 januari 1999) is een Italiaans zanger en frontman van de rockband Måneskin. 

## Måneskin
Victoria de Angelis en Thomas Raggi richtten de band Måneskin op in 2016. Later kwam de drummer erbij, Ethan Torchio. Ethan kwam erbij dankzij Facebook. Damiano is tevens tekstschrijver en heeft, behalve de covers, alle nummers van Måneskin geschreven. 
In 2017 werd Måneskin tweede in X-Factor. Måneskin won het Festival van San Remo en het Eurovisiesongfestival 2021 met het nummer Zitti e buoni.
Er was enige ophef over een moment tijdens de finale, dat op televisie werd uitgezonden: sommige kijkers merkten op dat het leek alsof David cocaïne snoof. Tijdens een persconferentie verklaarde David desgevraagd geen drugs gebruikt te hebben en tegen drugsgebruik te zijn. Naderhand testte hij negatief op drugs.
David verscheen in 2023 in de videoclip van het nummer Mil Veces van zangeres Anitta. In 2024 begon hij zijn solocarrière met de single Silverlines, geproduceerd door Labrinth, die op 27 september werd uitgebracht. In de maand daarna werd zijn tweede single Born with a Broken Heart uitgebracht. In 2025 werd hij aangekondigd als speciale gast van het Sanremo Music Festival, waar hij op de tweede avond optrad. David's debuutstudioalbum, Funny Little Fears, werd uitgebracht op 16 mei 2025 via Sony Music Italy en Arista Records. Hierna volgde een wereldtournee, waarbij hij onder andere een show gaf op Rock Werchter.

## Persoonlijk
Van 2017 tot 2023 had David een relatie met het Italiaanse model en influencer Giorgia Soleri. In juni 2023 maakten zij bekend uit elkaar te zijn. 
Op 5 februari 2024 werd bekend dat hij een relatie heeft met de Amerikaanse actrice en zangeres Dove Cameron.

## Discografie

### Albums
| Album met hitnotering(en) in de Vlaamse Ultratop 200 albums | Datum van verschijnen | Datum van binnenkomst | Hoogste positie | Aantal weken | Opmerkingen |
| ----------------------------------------------------------- | --------------------- | --------------------- | --------------- | ------------ | ----------- |
| Funny Little Fears                                          | 2025                  | 24-05-2025            | 1               | 6*           |             |

### Singles
| Single met eventuele hitnotering(en) in de Nederlandse Top 40 | Datum van verschijnen | Datum van binnenkomst | Hoogste positie | Aantal weken | Opmerkingen |
| ------------------------------------------------------------- | --------------------- | --------------------- | --------------- | ------------ | ----------- |
| Born with a Broken Heart                                      | 2024                  | 22-02-2025            | 10              | 26*          |             |
| Zombiegirl                                                    | 2025                  | 16-05-2025            | tip23           | -            |             |
| The First Time                                                | 2025                  | 04-07-2025            | 27              | 6            | Alarmschijf |

| Single met hitnotering(en) in de Vlaamse Ultratop 50 | Datum van verschijnen | Datum van binnenkomst | Hoogste positie | Aantal weken | Opmerkingen |
| ---------------------------------------------------- | --------------------- | --------------------- | --------------- | ------------ | ----------- |
| Born with a Broken Heart                             | 2024                  | 02-11-2024            | 4               | 35           | Goud        |
| Next Summer                                          | 2025                  | 28-02-2025            | 6               | 21*          |             |
| The First Time                                       | 2025                  | 24-05-2025            | 10              | 7*           |             |